# Khánh Chí
Khánh Chí (tiếng Trung: 慶至; 1820 – 1878) là một hoàng thân của nhà Thanh trong lịch sử Trung Quốc, người thừa kế 1 trong 12 tước vị Thiết mạo tử vương.

## Cuộc đời
Khánh Chí được sinh ra vào giờ Tỵ, ngày 29 tháng 12 (âm lịch) năm Gia Khánh thứ 24 (1819), trong gia tộc Ái Tân Giác La. Ông là con trai thứ tư của Phụ quốc Tướng quân Ái Nhân (愛仁) – con trai thứ hai của Trịnh Cung Thân vương Tích Cáp Nạp. Mẹ ông là Thứ thiếp Lưu thị (劉氏). Năm Đạo Quang thứ 17 (1837), tháng 10, ông được chỉ định làm con thừa tự của Tùng Đức (松德) – con trai thứ hai của Phụng quốc Tướng quân Y Di Dương A (伊彌揚阿) – em trai thứ 7 của Trịnh Cung Thân vương Tích Cáp Nạp. Năm thứ 18 (1838), tháng 3, nhậm chức Bút thiếp thức (筆帖式). Đến năm thứ 26 (1846), tháng 9, thụ Thất phẩm Bút thiếp thức (七品筆帖式). Năm thứ 27 (1847), tháng 3, thay quyền Chủ sự (主事). Đến năm thứ 29 (1849), tháng 10, chính thức thăng làm Chủ sự.
Năm Hàm Phong thứ 3 (1853), tháng 3, thăng Phó Quản lý quan (副理事官). Tháng 8 cùng năm thăng làm Quản lý quan (理事官). Năm thứ 9 (1859), tháng 5, thụ Thái bộc tự Thiếu khanh. Tháng 7 cùng năm, thưởng hàm Phó Đô thống, thụ Anh Cát Sa Nhĩ Lĩnh đội Đại thần (英吉沙爾領隊大臣). Đến tháng 9 nhậm Ô Lỗ Mục Tề Lĩnh đội Đại thần (烏魯穆齊領隊大臣). Năm thứ 11 (1861), tháng 2, ông bị bệnh nên xin được từ chức. Năm Đồng Trị thứ 4 (1865), thụ chức Phó Đô thống Mông Cổ Tương Lam kỳ. Năm thứ 8 (1869), tháng 3, quản lý sự vụ Bảo Định phủ (保定府). Tháng 8 cùng năm, nhậm Phó Đô thống Mãn Châu Chính Hồng kỳ. Năm thứ 10 (1871), tháng 8, ông được thế tập tước vị Trịnh Thân vương đời thứ 16. Khi ấy, dưỡng phụ cùng dưỡng tổ phụ của ông đều được truy phong làm Trịnh Thân vương.
Năm thứ 11 (1872), tháng 4, quản lý sự vụ Tổng tộc trưởng của Chính Hoàng kỳ. Tháng 7 cùng năm nhậm Đô thống Hán quân Tương Bạch kỳ. Đến tháng 10 cùng năm, phái làm Tả dực Tra thành Đại thần (左翼查城大臣). Năm thứ 13 (1874), tháng 12, thụ Duyệt binh Đại thần (閱兵大臣), quản lý sự vụ Tương Hồng kỳ Giác La học (覺羅學). Năm Quang Tự thứ 2 (1875), tháng 9, quản lý sự vụ Tổng lý Hành dinh (總理行營). Năm thứ 4 (1878), ngày 16 tháng 2 (âm lịch), giờ Thìn, ông qua đời, thọ 60 tuổi, được truy thụy Trịnh Thuận Thân vương (鄭順親王).

## Gia quyến

### Thê thiếp
- Đích Phúc tấn: Ô Lương Hải Cát Nhĩ Môn thị (烏粱海吉爾們氏), con gái của Quế Trường (桂長).
- Trắc Phúc tấn: Giang thị (江氏), con gái của Giang Thượng Cát (江尚吉).

### Con trai
1. Minh Thái (銘泰; 1869 – ?), mẹ là Trắc Phúc tấn Giang thị.
2. Khải Thái (凱泰; 1871 – 1900), mẹ là Trắc Phúc tấn Giang thị. Năm 1878 được thế tập tước vị Trịnh Thân vương. Sau khi qua đời được truy thụy Trịnh Khác Thân vương (鄭恪親王). Có một con trai.
3. Nhạc Thái (樂泰; 1873 – ?), mẹ là Trắc Phúc tấn Giang thị. Được phong làm Trấn quốc Tướng quân (鎭國將軍) kiêm Nhị đẳng Thị vệ. Có năm con trai.